# تپه تنگ دهو
تپه تنگ دهو مربوط به دوره اشکانیان - دوره ساسانیان است و در شهرستان فیروزآباد، بخش مرکزی، روستای تنگ دهو واقع شده و این اثر در تاریخ ۲ آبان ۱۳۸۲ با شمارهٔ ثبت ۱۰۵۲۳ به‌عنوان یکی از آثار ملی ایران به ثبت رسیده است.